# Listrognathus rufitibialis
Listrognathus rufitibialis là một loài tò vò trong họ Ichneumonidae.